# Douglas (Nuevo Brunswick)
Douglas es una parroquia canadiense situada en la provincia de Nuevo Brunswick.

## Superficie
Douglas tiene una superficie de 1443,31 km².

## Demografía
En 2021, tenía 5935 habitantes, una densidad poblacional de 4,1 hab./km², y 2357 viviendas.